# Mesoleptus exaequatus
Mesoleptus exaequatus är en stekelart som först beskrevs av Forster 1876.  Mesoleptus exaequatus ingår i släktet Mesoleptus och familjen brokparasitsteklar. Inga underarter finns listade i Catalogue of Life.